# Küçükkızılca, Amasya
Küçükkızılca là một xã thuộc thành phố Amasya, tỉnh Amasya, Thổ Nhĩ Kỳ. Dân số thời điểm năm 2010 là 469 người.